# Xabier Etxeita
Xabier Etxeita Gorritxategi (* 31. Oktober 1987 in Amorebieta-Etxano) ist ein spanischer Fußballspieler. Er spielt seit 2022 bei der SD Amorebieta.

## Karriere

### Verein
Etxeita begann seine Karriere in der Jugendmannschaft von SD Amorebieta, von wo er 2006 in die B-Mannschaft von Athletic Bilbao wechselte. Dort spielte er in der Segunda División B. 2008/09 wurde er in den Kader der ersten Mannschaft berufen. Sein Debüt in der Primera División gab er am 16. November 2008 gegen CA Osasuna. Sein erstes Ligator erzielte er am 23. Mai 2009 gegen Atlético Madrid. Bei der 1:4-Niederlage erzielte er den zwischenzeitlichen Ausgleich. Zur Saison 2009/10 kam er nur mehr zu wenigen Einsätzen, wobei er sein Debüt auf europäischer Klubebene gab. Im Europa-League-Gruppenspiel gegen Werder Bremen spielte der Verteidiger durch. Das Spiel ging 0:3 aus. Im Januar 2010 wurde er an den FC Cartagena verliehen.
Zur Saison 2010/11 wechselte er zum FC Elche. 2013 kehrte er zu Bilbao zurück. Im Juli 2018 wurde er an die SD Huesca verliehen. Nach seiner Leihe wechselte er zum FC Getafe. Dort blieb er zwei Jahre, bevor er sich im Juli 2021 SD Eibar anschloss.
Im September 2022 wechselte er zurück zu seinem Jugendverein, der SD Amorebieta.

### Nationalmannschaft
Anfang Oktober 2015 wurde Etxeita als Ersatz für den verletzten Bruno Soriano von Trainer Vicente del Bosque erstmals für die spanische Nationalmannschaft nominiert. Am 12. Oktober debütierte er beim 1:0-Auswärtssieg im EM-Qualifikationsspiel gegen die Ukraine.